# Bundesautobahn 90
Die Bundesautobahn 90 (Abkürzung: BAB 90) – Kurzform: Autobahn 90 (Abkürzung: A 90) – war eine geplante Autobahn, die im Raum nordöstlich von Augsburg bei Aichach von der A 91 abzweigen und über Pfaffenhofen, Holledau (Kreuz mit der A 9), Mainburg nach Saalhaupt (Dreieck mit der A 93) führen sollte. Der fertiggestellte Teilabschnitt zwischen Regensburg und dem Dreieck Holledau wurde 1986 Bestandteil der A 93.

## Planungsgeschichte und Bau
In der Weimarer Republik war im Plan zum sogenannten „Spitzennetz“ eine Verbindung Regensburg – Wolnzach – Augsburg nicht vorgesehen. Lediglich als Ergänzungsstrecke war die Linie Hof (Saale) – Weiden – Regensburg – Landshut – München enthalten.
Obwohl die Planung und die Arbeiten für die Reichsautobahnverbindung Regensburg – Dreieck Holledau unter der Herrschaft der Nationalsozialisten frühzeitig begannen, fand sich erst ab 1938 die Linie Regensburg – Wolnzach – Augsburg in den Netzplänen. Bis zur Einstellung der Arbeiten im Zweiten Weltkrieg war der Abschnitt zwischen Holledau und Elsendorf im Erd- und Brückenbau weitgehend fertiggestellt. Auf der Strecke zwischen Elsendorf und Regensburg waren hingegen nur etwa 50 % der Brückenbauarbeiten und etwa 20 % der Erdarbeiten durchgeführt.
Diese Vorarbeiten ermöglichten jedoch nach der Gründung der Bundesrepublik Deutschland die zügige Fertigstellung von zwei Teilstrecken: 1954 wurde der Abschnitt Dreieck Holledau – Mainburg und 1958 der Abschnitt Mainburg – Elsendorf einbahnig fertiggestellt.
Der Ausbauplan für die Bundesfernstraßen des Gesetzes vom 27. Juli 1957 sah keine Autobahnverbindung von Regensburg über Wolnzach nach Augsburg vor. Lediglich die B 16/B 301 zwischen Regensburg und Holledau sowie die B 300 zwischen Langenbruck und Dasing (A 8) waren im Blauen Netz der auszubauenden und neu zu errichtenden Bundesstraßen enthalten.
Dennoch war in Kartenmaterial bis 1966 die ehemalige Reichsautobahnplanung zwischen Mainburg und Regensburg zu finden, nach der ein Autobahnkreuz südlich Regensburg bei Oberisling mit der Strecke Nürnberg – Passau von Regensburg beabsichtigt war. Mit der Planung des Aus- und Neubaus der B 15 zwischen Hof, Weiden und Regensburg wurde 1967 eine Westumgehung von Regensburg realisiert. Hieran schloss sich fortan die Planung der Strecke von Regensburg nach Mainburg an. Die Verlängerung der Strecke vom Dreieck Holledau nach Augsburg fand sich in den Karten bis 1970 allerdings nicht.
Dies änderte sich mit dem Bedarfsplan des Gesetzes über den Ausbau der Bundesfernstraßen in den Jahren 1971 bis 1985 vom 30. Juni 1971. Dieser enthielt unter der internen Bezeichnung „Autobahn 88“ eine Verbindung von Weiden über Pfreimd, Schwandorf, Regensburg, Wolnzach, Schrobenhausen in den Raum südlich Augsburg mit Anschluss an die seinerzeit geplante A 91, die ähnlich wie die heutige im Abschnitt Augsburg – Landsberg am Lech autobahnähnlich ausgebaute Bundesstraße 17 verlaufen sollte. Für die Realisierung des später als A 90 bezeichneten Streckenzuges waren unterschiedliche Dringlichkeitsstufen festgelegt, nämlich:
| Abschnitt                                                  | Ausbau       | Dringlichkeitsstufe                                                            | Änderung für den Zeitraum 1971–1985                                          |
| ---------------------------------------------------------- | ------------ | ------------------------------------------------------------------------------ | ---------------------------------------------------------------------------- |
| AD Saalhaupt – AS Elsendorf                                |              | (1. Fahrbahn in Dringlichkeitsstufe I, 2. Fahrbahn in Dringlichkeitsstufe III) | 1. Fahrbahn in Dringlichkeitsstufe Ia, 2. Fahrbahn möglicher weiterer Bedarf |
| AS Elsendorf (B 301) – AS Mainburg                         | 2. Fahrbahn  | III                                                                            | Dringlichkeitsstufe Ib                                                       |
| AS Wolnzach – AD Holledau                                  | 2. Fahrbahn  | III                                                                            | Dringlichkeitsstufe Ib                                                       |
| AD Holledau – südwestlich Schrobenhausen bei Autenzell     | vierstreifig | III                                                                            | möglicher weiterer Bedarf                                                    |
| südwestlich Schrobenhausen bei Autenzell – östlich Kühbach |              | 1. Fahrbahn in Dringlichkeitsstufe I, 2. Fahrbahn in Dringlichkeitsstufe III   | 1. Fahrbahn in Dringlichkeitsstufe Ia, 2. Fahrbahn möglicher weiterer Bedarf |
| östlich Kühbach – südlich Augsburg                         | vierstreifig | Dringlichkeitsstufe III                                                        | möglicher weiterer Bedarf                                                    |

Mit der Neustrukturierung des Netzes der Bundesautobahnen, die mit Wirkung ab 1. Januar 1975 eingeführt wurde, erhielt die Strecke Dreieck Saalhaupt – Kreuz Holledau – südwestlich Aichach die neue Bezeichnung „Bundesautobahn 90“. Bei Aichach wurde die Streckenführung modifiziert. Die A 90 war – im Gegensatz zur A 88 – nach Zahling geplant, wo sie in die A 91 Dinkelsbühl – Donauwörth – Landsberg/Lech einmünden sollte, die als östliche Umgehung von Augsburg vorgesehen wurde. Die Strecke Hof – Regensburg – Saalhaupt – Landshut – Rosenheim – Kufstein wurde als A 93 bezeichnet. Hieran änderte sich auch 1976 nichts. Im Bedarfsplan des Gesetzes zur Änderung des Gesetzes über den Ausbau der Bundesfernstraßen in den Jahren 1971 bis 1985 vom 5. August 1976 veränderten sich lediglich geringfügig die Dringlichkeitsstufen.
Damit waren große Teile der später zur A 90 umbenannten Abschnitte der A 88 in die Stufe der geringsten Priorität eingeordnet. Die Planung zwischen dem Dreieck Holledau und Augsburg sah folgenden Verlauf der A 88 vor:
- nördlich Walkersbach
- nördlich Förnbach und Pfaffenhofen an der Ilm
- südlich Englmannsberg
- südlich Oberlauterbach
- südlich Aresing
- nördlich Autenzell
- nördlich Gachenbach
- nordwestlich Rapperzell
- südlich Oberwittelsbach
- südlich Aichach
- südlich Aichach-Sulzbach
- westlich Dasing-Laimering (Kreuz mit der A 8 östlich AS Dasing)
- östlich Friedberg-Harthausen
- westlich Rinnenthal
- östlich Ottmaring
- südöstlich Kissing
- nördlich Mering
- Dreieck mit der B 17n bei Oberottmarshausen

Im Bedarfsplan des Zweiten Gesetzes zur Änderung des Gesetzes über den Ausbau der Bundesfernstraßen in den Jahren 1971 bis 1985 vom 25. August 1980 war die Strecke AD Saalhaupt bis AD Holledau weiterhin als A 90 enthalten. Gestrichen wurde jedoch die Verbindung AD Holledau – Aichach – Zahling. Die Ostumgehung von Augsburg war nunmehr als vierstreifige B 2n vorgesehen. Statt des Neubaus der A 90 war teilweise der Aus- und Neubau der B 300 zwischen Pörnbach und Aichach vorgesehen. Die Strecke Regensburg-Süd – Abensberg war als laufendes Vorhaben sowie der Abschnitt Abensberg – Elsendorf in Dringlichkeitsstufe I aufgenommen.
Mit dem Bedarfsplan des Dritten Gesetzes zur Änderung des Gesetzes über den Ausbau der Bundesfernstraßen vom 21. April 1986 kam das Aus für die A 90. Der Teilabschnitt zwischen Regensburg und dem Dreieck Holledau wurde nunmehr Bestandteil der A 93. Zwischen Langenbruck und Augsburg verblieben nur noch folgende Maßnahmen im Bedarfsplan:
| Kurzbezeichnung | Abschnitt                      | Ausbau       | Dringlichkeitsstufe                                                                               |
| --------------- | ------------------------------ | ------------ | ------------------------------------------------------------------------------------------------- |
| B 300           | OU Pörnbach                    | zweistreifig | laufendes Vorhaben                                                                                |
| B 300           | Ausbau westlich Schrobenhausen | zweistreifig | weiterer Bedarf                                                                                   |
| B 300           | OU Dasing                      | zweistreifig | weiterer Bedarf                                                                                   |
| B 300           | OU Friedberg (Bayern)          | zweistreifig | weiterer Bedarf [mit Anschluss an die Ostumgehung Augsburg (B 2n, vierstreifig, weiterer Bedarf)] |

Im Bedarfsplan des Vierten Gesetzes zur Änderung des Fernstraßenausbaugesetzes vom 15. November 1993, im Bedarfsplan des Fünften Gesetzes zur Änderung des Fernstraßenausbaugesetzes vom 4. Oktober 2004 sowie im Bedarfsplan des Sechsten Gesetzes zur Änderung des Fernstraßenausbaugesetzes vom 23. Dezember 2016 blieb die A 90 weiterhin gestrichen. Vorgenommen war jeweils weiterhin der Aus- und Neubau der Strecke Langenbruck – Augsburg:
| Kurzbezeichnung | Abschnitt                  | Ausbau                | Dringlichkeitsstufe   | Änderungen im fünften Gesetz                           | Status im sechsten Gesetz                                                                                             |
| --------------- | -------------------------- | --------------------- | --------------------- | ------------------------------------------------------ | --- |
| B 300           | OU Hohenwart-Weichenried   | zweistreifig          | vordringlicher Bedarf | keine Änderung                                         | vordringlicher Bedarf; im Bau (Fertigstellung Mitte 2024 geplant)                                                     |
| B 300           | OU Gachenbach-Peutenhausen | zweistreifig          | vordringlicher Bedarf | 1995: 3,6 Kilometer fertig; 1996: 2,4 Kilometer fertig | |
| B 300           | Kühbach – Aichach          | vierstreifiger Ausbau | weiterer Bedarf       | keine Änderung                                         | weiterer Bedarf mit Planungsrecht                                                                                     |
| B 300           | Aichach – A 8              | vierstreifig          | vordringlicher Bedarf | keine Änderung                                         | 2018 fertiggestellt                                                                                                   |
| B 300           | OU Dasing                  | zweistreifig          | vordringlicher Bedarf | 2003 fertiggestellt                                    | |
| B 300           | OU Friedberg               | zweistreifig          | vordringlicher Bedarf | weiterer Bedarf mit Planungsrecht                      | weiterer Bedarf mit Planungsrecht                                                                                     |
| B 2             | Ostumgehung Augsburg       | vierstreifig          | weiterer Bedarf       | keine Änderung                                         | B 2 AS Friedberg - B 300 sowie B 2 westlich Friedberg (südlich B 300): vordringlicher Bedarf („Osttangente“ Augsburg) |

## Liste der Verkehrsfreigaben
Die einzelnen Abschnitte der ursprünglich als Bundesautobahn 90 gewidmeten und heute als Bundesautobahn 93 bezeichneten Strecke wurden wie folgt dem Verkehr übergeben:
- 1954: AS Mainburg – AD Holledau (1. Fahrbahn, 11,0 km)
- 1958: AS Elsendorf – AS Mainburg (1. Fahrbahn, 13,0 km)
- 1976: AS Mainburg – AD Holledau (2. Fahrbahn, 11,0 km)
- 1979: AS Elsendorf – AS Mainburg (2. Fahrbahn, 13,0 km)
- 1984: AS Regensburg-Süd – AS Abensberg (vierstreifig, 24,2 km; davon entfallen auf den Abschnitt AD Saalhaupt – AS Abensberg als Teil der A 90 ca. 13 km)
- 1986: AS Abensberg – AS Elsendorf (vierstreifig, 15,8 km)